# Krajno Pierwsze
Krajno Pierwsze est une localité polonaise de la gmina de Górno, située dans le powiat de Kielce en voïvodie de Sainte-Croix.